# Теофілін

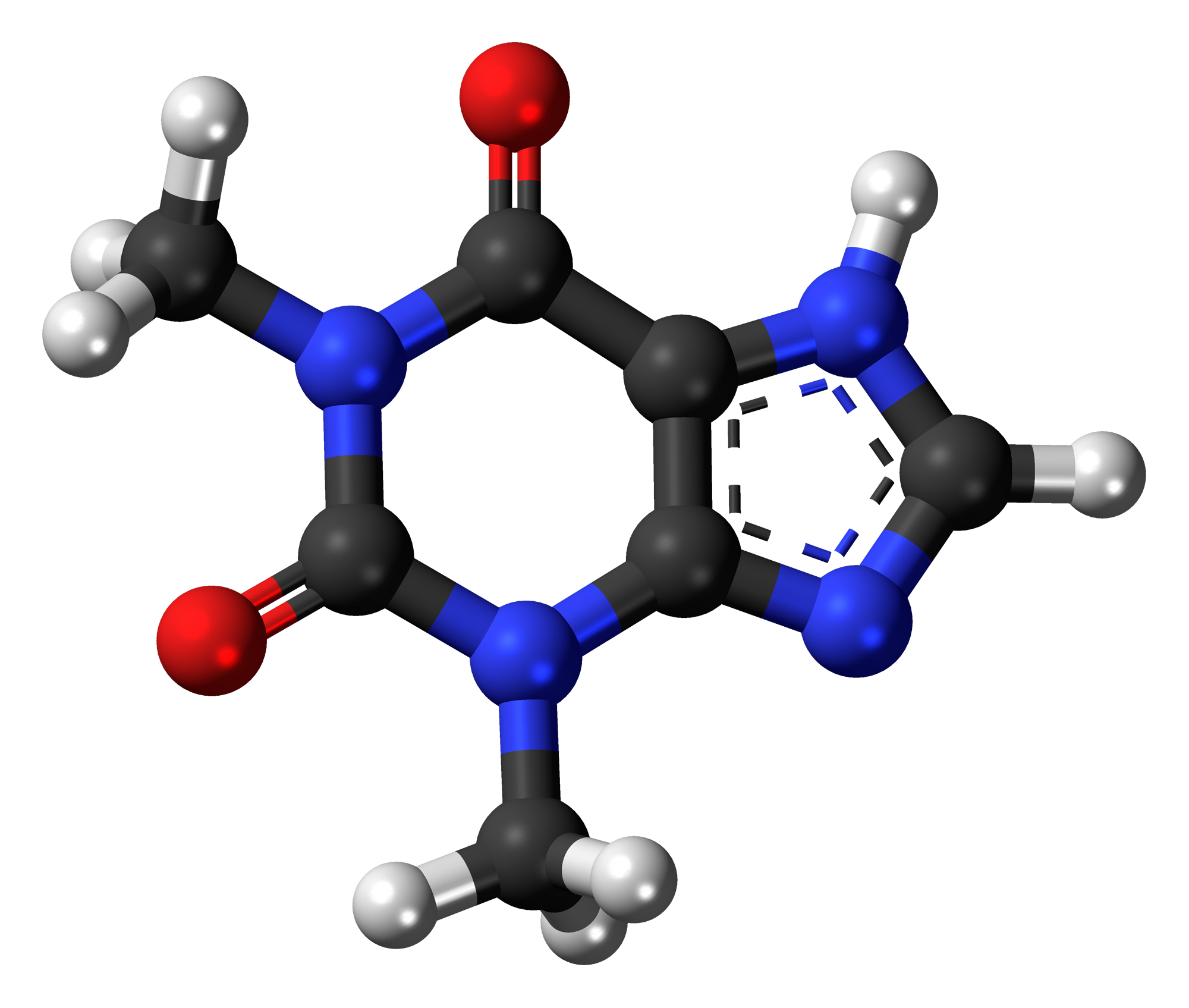
Структурна кульова формула

Теофілі́н — алкалоїд, міститься в листі чайного куща. За будовою близький до кофеїну. Збуджує центральну нервову систему, розширює судини серця, мозку, а також бронхи, справляє помірну сечогінну дію.
У медицині теофілін використовують у складі комбінованого ЛЗ під назвою «Еуфілін» (Амінофілін).

## Природні джерела
Теофілін природним чином міститься в какао-бобах. Повідомлялося, що в какао-бобах Criollo міститься 3,7 мг/г.
Слідові кількості теофіліну також містяться в завареному чаї, хоча заварений чай містить лише близько 1 мг/л, що значно менше, ніж терапевтична доза.
Слідові кількості теофіліну також містяться в гуарани (лат. Paullinia cupana) і в горіхах кола (рослина).

## Застосування в медицині
У 2004 році в невеликому клінічному дослідженні порівнювали теофілін і метилфенідат для лікування синдрому дефіциту уваги з гіперактивністю у дітей і підлітків.
Клінічне дослідження в 2008 році показало, що теофілін був корисним для поліпшення нюху в досліджуваних суб'єктах з аносмією.

## Дженерики
Ретафіл, Теотард, Неофілін

### Комбіновані
Еуфілін, Амінофілін